# Атаманчук Анатолій Миколайович
АТАМАНЧУК АНАТОЛІЙ МИКОЛАЙОВИЧ  2 квітня 1939 року, у м. Антрацит Луганської області - Заслужений економіст України (Указ Президента України від 28.05.1999 р.  № 865), українець, освіта вища, закінчив у 1963 р. інженерно-економічний факультет  Харківського інституту інженерів комунального будівництва (зараз Харківський національний університет міського господарства імені О. М. Бекетова ) , нагороджений медаллю "За доблесну працю", медаллю на ознаменування "100 - річчя з дня народження Володимира Ілліча  Леніна»-1970р,  Медаллю «У пам'ять 1500-річчя Києва» - 1982 р. Загальний стаж роботи 50 років.
Атаманчук А.М. трудову діяльність розпочав у 1956 році в Донбаському спеціалізованому управлінні N 510 учнем слюсаря-сантехніка. У 1958 році вступив до Харківського інституту інженерів комунального будівництва і після закінчення у 1963 році був направлений на роботу у Северодонецький домобудівельний комбінат, що входив до складу великого будівельного об’еднання  "Ворошиловградхімбуд", розташованого у м. Северодонецьк, де на різних посадах пропрацював до 1971 року. 
З 1971 року до 1976 року працював начальником планово - економічного  відділу комбінату "Ворошиловградважбуд" у                        м. Ворошиловград. 
З 1976 року до 1980 року працював заступником начальника Головного планово-економічного управління - начальником відділу Міністерства будівництва підприємств важкої індустрії Української РСР. 
З 1980 року до 1987 року - начальник планово-економічного управління Київміськбуд. 
З 1987 року перший заступник начальника Планової комісії Виконкому Київської міської ради народних депутатів. 
У 1993 році призначений завідуючим проблемно-аналітичним відділом секретаріату Київської міської державної адміністрації.
Працюючи в органах центральної виконавчої влади на посаді заступника начальника Головного планово-економічного управління Міністерства будівництва підприємств важкої індустрії УРСР, виконував значну роботу по економічному обгрунтуванню планів розвитку та реалізації програм будівництва чорної металургії, хімічної промисловості, об'єктів оборонного комплексу. 
На посаді начальника планово-економічного управління Головкиївміськбуд вніс значний вклад у забезпечення досягнення найвищих показників по будівництву та введенню в дію об'єктів житла та соціальної сфери міста Києва.
Працюючи у Київській міській державній адміністрації, А. М. Атаманчук брав активну участь у забезпеченні виконання постанови Кабінету Міністрів України від 21.05.96 N 540 "Про роботу Київської міської державної адміністрації щодо реалізації соціально-економічної політики Президента України та Програми діяльності Міністрів України", у опрацюванні та виконанні заходів Київської міської державної адміністрації щодо забезпечення реалізації Програм діяльності Кабінету Міністрів України, а також основних напрямів соціальної політики на 1997-2000 роки, аналітичних і інформаційних матеріалів щодо ходу виконання основних показників соціально-економічного розвитку міста Києва та окремих галузей його столиці України господарського комплексу, міських та галузевих програм, та підготовці пропозицій опрацюванні та ефективного використання фінансових ресурсів і валютних коштів, соціального захисту та зайнятості населення. Здійснював роботу по створенню банку інформаційних матеріалів та даних щодо окремих проблемних економічного і соціального розвитку міста Києва, функціонування окремих галузей господарського комплексу міста. Постійно готував аналітичні і інформаційні матеріали щодо ходу виконання окремих показників економічного розвитку міста, окремих галузевих та міжгалузевих науково-технічних цільових комплексних програм і угод. Вивчав та аналізував стан справ в економіці міста, на основі чого розробляв методи з вирішення проблемних питань соціально-економічного розвитку міста. Активно залучав до співпраці наукові, проектні, галузеві інститути, провідних фахівців Науково-дослідного інституту соціально-економічних проблем міста Києва (КП "НДІСЕП"), регіональні центри та територіальні підрозділи міністерств і відомств. Поєднуючи аналітичні дані з предметним знанням проблем життєдіяльності міста, здійснював підготовку ефективних пропозицій по поліпшенню роботи його багатогалузевого господарства. Безпосередньо на місцях вивчав проблемні питання і в межах своєї компетенції готує пропозиції щодо їх вирішення. Під його безпосереднім керівництвом створено систему інформаційного забезпечення населення міста Києва про діяльність Київської міської державної адміністрації по забезпеченню соціально-економічного та культурного розвитку міста Києва, вирішенню проблемних питань життєзабезпечення столиці, соціально-економічну ситуацію у місті.
Після виходу на пенсію залучався до роботи в секретаріат Київської міської державної адміністрації як відповідальний працівник за  створення  першого Державного реєстру виборців по м. Києву.